# Screenplaying
Albums de Mark Knopfler
Neck and Neck
(1990) Golden Heart
(1996)
Screenplaying est un album-compilation de l'auteur, compositeur, guitariste et chanteur britannique Mark Knopfler sorti le 9 novembre 1993 par Vertigo Records à l'international et Warner Bros. Records aux États-Unis. Il contient des titres déjà sortis de musiques de films composées par Mark Knopfler : Cal (1984), Dernière sortie pour Brooklyn (1989), Princess Bride (1987) et Local Hero (1983).

## Liste des titres
| Screenplaying | Screenplaying                                          | Screenplaying                               | Screenplaying | Screenplaying | Screenplaying | Screenplaying | Screenplaying | Screenplaying | Screenplaying |
| No            | Titre                                                  | Auteur                                      | Durée         |               |               |               |               |               |               |
| ------------- | ------------------------------------------------------ | ------------------------------------------- | ------------- | ------------- | ------------- | ------------- | ------------- | ------------- | ------------- |
| 1.            | Irish Boy (Cal)                                        | Mark Knopfler                               | 4:38          |               |               |               |               |               |               |
| 2.            | Irish Love (Cal)                                       | Mark Knopfler                               | 2:26          |               |               |               |               |               |               |
| 3.            | Father and Son (Cal)                                   | Mark Knopfler                               | 3:27          |               |               |               |               |               |               |
| 4.            | Potato Picking (Cal)                                   | Mark Knopfler                               | 2:06          |               |               |               |               |               |               |
| 5.            | The Long Road (Cal)                                    | Mark Knopfler                               | 7:20          |               |               |               |               |               |               |
| 6.            | A Love Idea (Last Exit to Brooklyn)                    | Mark Knopfler                               | 3:06          |               |               |               |               |               |               |
| 7.            | Victims (Last Exit to Brooklyn)                        | Mark Knopfler                               | 3:33          |               |               |               |               |               |               |
| 8.            | Finale – Last Exit to Brooklyn (Last Exit to Brooklyn) | Mark Knopfler                               | 6:22          |               |               |               |               |               |               |
| 9.            | Once Upon a Time...Storybook Love (The Princess Bride) | Mark Knopfler                               | 3:58          |               |               |               |               |               |               |
| 10.           | Morning Ride (The Princess Bride)                      | Mark Knopfler                               | 1:34          |               |               |               |               |               |               |
| 11.           | The Friends' Song (The Princess Bride)                 | Mark Knopfler                               | 3:01          |               |               |               |               |               |               |
| 12.           | Guide My Sword (The Princess Bride)                    | Mark Knopfler                               | 5:09          |               |               |               |               |               |               |
| 13.           | A Happy Ending (The Princess Bride)                    | Mark Knopfler                               | 1:51          |               |               |               |               |               |               |
| 14.           | Wild Theme (Local Hero)                                | Mark Knopfler                               | 3:39          |               |               |               |               |               |               |
| 15.           | Boomtown (Local Hero)                                  | Mark Knopfler                               | 4:08          |               |               |               |               |               |               |
| 16.           | The Mist Covered Mountains (Local Hero)                | Traditionnel, arrangement par Mark Knopfler | 4:59          |               |               |               |               |               |               |
| 17.           | Smooching (Local Hero)                                 | Mark Knopfler                               | 5:00          |               |               |               |               |               |               |
| 18.           | Going Home: Theme of the Loal Hero (Local Hero)        | Mark Knopfler                               | 4:59          |               |               |               |               |               |               |
| 71:16         |                                                        |                                             |               |               |               |               |               |               |               |